# 碧比·安德松
贝里特·伊丽莎白·安德松（瑞典語：Berit Elisabeth Andersson，1935年11月11日—2019年4月14日），又名“碧比·安德松（Birgitta Andersson）”，瑞典女演员，因常与电影制作人英格玛·伯格曼合作而闻名。

## 早年生活
碧比·安德松出生于瑞典斯德哥尔摩的国王岛，她的母亲卡琳·曼森（Karin Mansion）是一名社会工作者，而她的父亲约瑟夫·安德松（Josef Andersson）则是一名商人。
碧比与英格玛·伯格曼的首次合作是在1951年，当时她参与到了一支清洁剂广告的拍摄。青少年时期，碧比就参与到电影场景的额外工作中；同时她还在特瑟鲁斯戏剧学校（Terserus Drama School）和瑞典皇家戏剧学院学习。随后，她加入了瑞典皇家剧院。

## 职业生涯
从1950年代到1970年代，碧比·安德松主演了英格玛·伯格曼所执导的10部电影和3部电视电影。1958年，碧比凭借电影《生命的门槛》，与英丽德·图林、埃娃·达尔贝克分享了第11届戛纳电影节的最佳女演员奖。其他与伯格曼合作的作品还包括：《第七封印》、《野草莓》、《面孔》、《安娜的情欲》、《接触》和《假面》等。
1963年，碧比凭借出演维尔戈特·斯耶曼所执导的电影《情人》拿下第13届柏林国际电影节的最佳女演员银熊奖。

### 1960年代中期之后
1966年，碧比·安德松出演了电影《假面》。在电影里，她所饰演的护士一角展现了其精彩的演技。因为丽芙·乌曼所饰演的另一个角色伊丽莎白·沃格勒（Elizabet Vogler）在片中因为心身障碍而很少出声，所以意味着本片的绝大部分台词演出都要由碧比负责。因为碧比在《假面》里的卓越演技，她获得了第4届金甲虫奖最佳女主角。同年，碧比还与詹姆斯·加纳、西德尼·波蒂埃一同参演了西部片《狄亚伯洛大决斗。接下来的大部分电影作品就是与英格玛·伯格曼合作，但是她也与约翰·休斯顿（《铁幕来鸿》）、罗伯特·奥特曼（《五重奏》）等导演有合作。碧比是演员史蒂夫·麦奎因担任制片人所参与的唯一一部电影的联合主演，这部电影就是亚瑟·米勒改编自亨里克·易卜生舞台剧剧本的《全民公敌》。

## 荣誉奖项
| 颁奖年份 | 奖项名称             | 奖项门类         | 入围作品           | 最终结果 | 备注   |
| -------- | -------------------- | ---------------- | ------------------ | -------- | ------ |
| 1958年   | 戛纳电影节           | 最佳女演员奖     | 《生命的门槛》     | 獲獎     | [ 15 ] |
| 1963年   | 柏林国际电影节       | 最佳女演员银熊奖 | 《情人》           | 獲獎     | [ 15 ] |
| 1967年   | 金甲虫奖             | 最佳女主角       | 《假面》           | 獲獎     | [ 15 ] |
| 1968年   | 英国电影学院奖       | 最佳外国女演员奖 | 《我的姐姐我的爱》 | 提名     | [ 15 ] |
| 1968年   | 英国电影学院奖       | 最佳外国女演员奖 | 《假面》           | 提名     | [ 15 ] |
| 1968年   | 美国国家影评人协会奖 | 最佳女主角       | 《假面》           | 獲獎     | [ 15 ] |
| 1971年   | 美国国家影评人协会奖 | 最佳女主角       | 《接触》           | 提名     | [ 15 ] |
| 1974年   | 纽约影评人协会奖     | 最佳女配角       | 《婚姻生活》       | 提名     | [ 15 ] |
| 1975年   | 美国国家影评人协会奖 | 最佳女配角       | 《婚姻生活》       | 獲獎     | [ 15 ] |
| 2001年   | 金甲虫奖             | 最佳女配角       | 《坏事找上门》     | 獲獎     | [ 15 ] |
| 2004年   | 金甲虫奖             | 最佳女配角       | 《仿佛我不在那儿》 | 獲獎     | [ 15 ] |
| 2008年   | 金甲虫奖             | 最佳女配角       | 《圣殿骑士》       | 獲獎     | [ 15 ] |

### 其他荣誉
- 2006年：易卜生百年纪念奖（英语：Ibsen Centennial Commemoration Award）[16]
- 艾瑞克·怀特·埃尔斯特将其发现的编号73767小行星以碧比·安德松之姓名命名。[17]